# Ziyar
De ziyar was een middeleeuws artilleriewapen uit het Islamitische gouden tijdperk. De ziyar was net als de meeste andere artilleriewapens uit de oudheid en middeleeuwen een katapult; een wapen dat gebruikmaakt van mechanische energie om projectielen weg te schieten. De ziyar was vanaf de 11e of 12e eeuw tot zeker de 15e eeuw in het Midden-Oosten in gebruik.

## Beschrijving
De ziyar behoort tot het torsiegeschut; katapulten die hun schietenergie halen uit het torsiemoment dat optreedt bij het in elkaar draaien van torsieveren, die bestaan uit windingen van pezen. Deze pezenbundels werden gemaakt van zijde, paardenharen of dierenpezen.
De ziyar bestond in twee varianten: als eenarmig steenwerpend krombaangeschut of tweearmig pijlwerpend vlakbaangeschut. De eenarmige variant werd manjaniq ziyar genoemd en was in vrijwel dezelfde vorm door de moslims overgenomen van de Romeinse onager. Het woord manjaniq of manajaniq is afgeleid van het Griekse mágganon "oorlogsmachine". In het Midden-Oosten konden hier verschillende eenarmige katapulten mee worden aangeduid, naast torsiekatapulten zoals de manjaniq ziyar ook slingerarmkatapulten als de pierrière, mangonel en trebuchet.
De tweearmige variant werd qaws al-ziyar genoemd en had wel wat weg van de Byzantijnse torsiespringald. De 12e-eeuwse schrijver Mardi ibn Ali al-Tarsusi beschreef een zware qaws al-ziyar met een eikenhouten raamwerk van 5 meter lang en een gewicht van anderhalve ton. Deze kon zware pijlen met een gewicht van 2 kilogram afschieten.